# Edvan Bakaj
Edvan Bakaj (Tirana, 9 ottobre 1987) è un ex calciatore albanese, di ruolo portiere.

## Carriera
Il 21 agosto 2014 viene acquistato a titolo definitivo dalla squadra albanese del Tirana.

## Statistiche

### Presenze e reti nei club
Statistiche aggiornate al 24 luglio 2020.
| Stagione                | Squadra                 | Campionato              | Campionato | Campionato | Coppe nazionali | Coppe nazionali | Coppe nazionali | Coppe continentali | Coppe continentali | Coppe continentali | Altre coppe | Altre coppe | Altre coppe | Totale | Totale   |
| Stagione                | Squadra                 | Comp                    | Pres       | Reti       | Comp            | Pres            | Reti            | Comp               | Pres               | Reti               | Comp        | Pres        | Reti        | Pres   | Reti     |
| ----------------------- | ----------------------- | ----------------------- | ---------- | ---------- | --------------- | --------------- | --------------- | ------------------ | ------------------ | ------------------ | ----------- | ----------- | ----------- | ------ | -------- |
| 2004-2005               | Partizani Tirana        | KS                      | ?          | -?         | CA              | 0               | 0               | -                  | -                  | -                  | -           | -           | -           | 0+     | 0+       |
| 2005-2006               | Partizani Tirana        | KS                      | ?          | -?         | CA              | 0               | 0               | -                  | -                  | -                  | -           | -           | -           | 0+     | 0+       |
| 2006-2007               | Partizani Tirana        | KS                      | ?          | -?         | CA              | 0               | 0               | Int                | 0                  | 0                  | -           | -           | -           | 0+     | 0+       |
| 2007-2008               | Luftëtari               | KP                      | ?          | -?         | CA              | 0               | 0               | -                  | -                  | -                  | -           | -           | -           | 0+     | 0+       |
| lug. 2008               | Partizani Tirana        | KS                      | 0          | 0          | CA              | 0               | 0               | CU                 | 2                  | -3                 | -           | -           | -           | 2      | -3       |
| Totale Partizani Tirana | Totale Partizani Tirana | Totale Partizani Tirana | ?          | -?         |                 | 0               | 0               |                    | 2                  | -3                 |             | -           | -           | 2+     | -3+      |
| 2008-2009               | Laçi                    | KP                      | 15         | -?         | CA              | 1               | -?              | -                  | -                  | -                  | -           | -           | -           | 16     | 0+       |
| 2009-gen. 2010          | Laçi                    | KS                      | 0          | 0          | CA              | 2               | -?              | -                  | -                  | -                  | -           | -           | -           | 2      | 0+       |
| gen.-giu. 2010          | Besa Kavajë             | KS                      | 3          | -8         | CA              | 0               | 0               | -                  | -                  | -                  | -           | -           | -           | 3      | -8       |
| 2010-gen. 2011          | Besa Kavajë             | KS                      | 15         | -17        | CA              | 0               | 0               | UEL                | 1                  | -6                 | SA          | 1           | -1          | 17     | -24      |
| gen.-giu. 2011          | Dinamo Tirana           | KS                      | 2          | -2         | CA              | 0               | 0               | -                  | -                  | -                  | -           | -           | -           | 2      | -2       |
| 2011-2012               | Besa Kavajë             | KP                      | 19+1       | -22 + -0   | CA              | 5               | -5+             | -                  | -                  | -                  | -           | -           | -           | 25     | -27+     |
| Totale Besa Kavajë      | Totale Besa Kavajë      | Totale Besa Kavajë      | 37         | -47        |                 | 5               | -5+             |                    | 1                  | -6                 |             | 1           | -1          | 44     | -59+     |
| 2012-2013               | Laçi                    | KS                      | 16         | -17        | CA              | 9               | -4              | -                  | -                  | -                  | -           | -           | -           | 25     | -21      |
| 2013-2014               | Laçi                    | KS                      | 22         | -18; 1     | CA              | 5               | -5              | UEL                | 2                  | -3                 | SA          | 1           | -1          | 30     | -27; 1   |
| Totale Laçi             | Totale Laçi             | Totale Laçi             | 53         | -35; 1     |                 | 17              | -9+             |                    | 2                  | -3                 |             | 1           | -1          | 73     | -48+; 1  |
| 2014-2015               | Tirana                  | KS                      | 9          | -5         | CA              | 7               | -4              | -                  | -                  | -                  | -           | -           | -           | 16     | -9       |
| 2015-2016               | Tirana                  | KS                      | 29         | -18        | CA              | 5               | -3              | -                  | -                  | -                  | -           | -           | -           | 34     | -21      |
| 2016-2017               | Tirana                  | KS                      | 0          | 0          | CA              | 5               | -2              | -                  | -                  | -                  | -           | -           | -           | 5      | -2       |
| 2017-2018               | Liria                   | SL                      | 16         | -18        | CK              | 0               | 0               | -                  | -                  | -                  | -           | -           | -           | 16     | -18      |
| 2018-gen. 2019          | Drita                   | SL                      | 10         | -14        | CK              | 0               | 0               | UCL+UEL            | 1+2                | -2; + -3           | -           | -           | -           | 13     | -19      |
| gen.-giu. 2019          | Luftëtari               | KS                      | 3          | -2         | CA              | 3               | -1              | UEL                | -                  | -                  | -           | -           | -           | 6      | -3       |
| 2019-2020               | Tirana                  | KS                      | 6          | -11        | CA              | 4               | -1              | -                  | -                  | -                  | -           | -           | -           | 10     | -12      |
| Totale Tirana           | Totale Tirana           | Totale Tirana           | 44         | -34        |                 | 21              | -10             |                    | -                  | -                  |             | -           | -           | 65     | -44      |
| Totale carriera         | Totale carriera         | Totale carriera         | 165        | -152+; 1   |                 | 46              | -25+            |                    | 8                  | -17                |             | 2           | -2          | 221    | -196+; 1 |

## Palmarès

### Club

#### Competizioni nazionali
- Campionato albanese: 1

Tirana: 2019-2020
- Supercoppa d'Albania: 1

Patizani Tirana: 2004